# Brendon Crooks
Brendon David Crooks (Auckland, 17 de agosto de 1971) es un deportista neozelandés que compitió en judo. Ganó tres medallas de bronce en el Campeonato de Oceanía de Judo entre los años 1990 y 2000.

## Palmarés internacional
| Campeonato de Oceanía | Campeonato de Oceanía | Campeonato de Oceanía | Campeonato de Oceanía |
| Año                   | Lugar                 | Medalla               | Categoría             |
| --------------------- | --------------------- | --------------------- | --------------------- |
| 1990                  | Papeete (Francia)     | Medalla de bronce     | –60 kg                |
| 1998                  | Apia (Samoa)          | Medalla de bronce     | –60 kg                |
| 2000                  | Sídney (Australia)    | Medalla de bronce     | –60 kg                |